# Mildred Mansel
Mildred Mansel (1868-1942) est une suffragette britannique connue pour son implication dans la Women's Social and Political Union, en particulier l'antenne de Bath.

## Famille
Mildred Ella Guest est née en 1868 à Roehampton. Son père, Arthur Guest (1841–1898), est un homme politique conservateur et sa mère, Adeline Chapman (1847-1931) est une suffragiste, membre de la Women's Tax Resistance League et du comité central de la Société nationale pour le suffrage des femmes. Elle a un frère nommé Arthur Rhuvon Guest.
La famille de Mildred Mansel est connue sur la scène politique et sociétale. En effet, sa grand-mère paternelle est Charlotte Guest (1812-1895), aristocrate et linguiste. Son cousin est  le très honorable Ivor Guest, 1er vicomte de Wimborne, (1873–1939), député de Cardiff et whip du Parti libéral.
En 1888, elle épouse le Colonel John Delalynde Mansel à Wincanton. Ensemble, ils ont 3 enfants, 2 filles et un fils.

## Militantisme
À partir de 1909, Mildred Mansel s'engage en faveur du droit de vote des femmes en rejoignant la WSPU. Son premier fait d'arme est une tentative de présenter une pétition au premier ministre Herbert Henry Asquith. Pour cela, Evelina Haverfield, Emmeline Pankhurst et Mildred Mansel essayent de pénétrer par effraction dans la chambre des communes, elles sont arrêtées.

### La Women's Social and Political Union

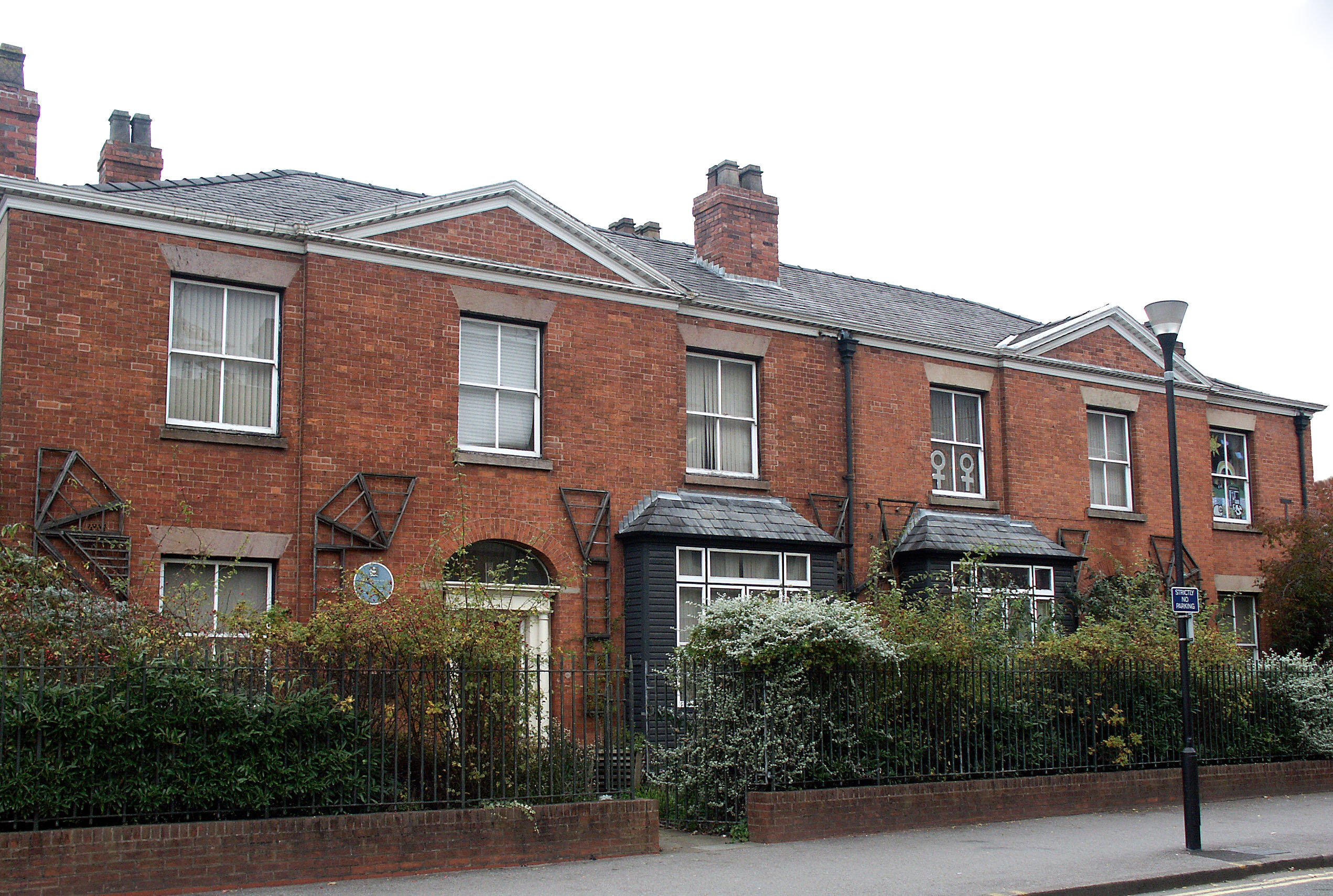
62 Nelson Street, maison où la WSPU fut créée, à Manchester.

La Women's Social and Political Union est fondée le 10 octobre 1903 à Manchester par Emmeline Pankhurst et ses filles Christabel Pankhurst et Sylvia Pankhurst ; elles sont les leaders de ce mouvement. Les membres de la WSPU sont les premières à être connues sous le nom de « suffragettes ». Elles s'opposent aux organisations suffragistes, qu'elles estiment trop modérées. En 1905, Christabel Pankhurst crache sur un policier, ce qui entraîne plusieurs arrestations arbitraires visant la famille Pankhurst.
En 1906, la WSPU installe son siège à Londres, avec l'ambition de peser au niveau national. Le mouvement se développe, notamment grâce au réseau du couple fortuné formé par Emmeline et Frederick Pethick-Lawrence. Il voit dès lors affluer des dons et des adhésions dans tout le Royaume-Uni.

## Branche de la WSPU à Bath
En 1910, Mildred Mansel fonde une branche de la WSPU à Bath et aide à la création de celle de Yeovil. Elle aide également Grace Roe et Marie Brackenbury à créer la branche de Ipswich.

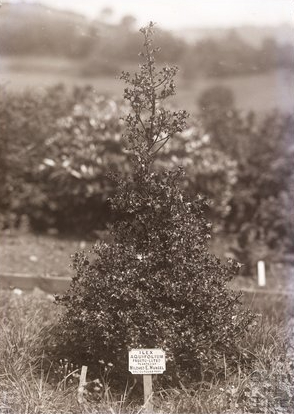
Houx de Mildred Mansel à Eagle House en 1910.

 Le 21 octobre 1910, Mildred Mansel est invitée à planter un arbre dans la Eagle House, le refuge des suffragettes sorties de prison. La petite cérémonie se déroule notamment en présence de Mary Blathwayt et de son père, qui prend une photo du houx de Mildred. La plaque est aujourd'hui encore visible dans le musée des Thermes de Bath.
Lors du recensement de 1911, les suffragettes boycottent le recensement avec le slogan « pas de vote, pas de recensement ». Mildred Mansel loue le 12 Lansdowne Crescent à Bath pour permettre à 35 réfractaires au recensement local, dont Mary Blathwayt.
Elle participe à l'organisation d'une manifestation à Londres, elle fait un discours avec Annie Kenney à l'hôtel de ville de Melksham.
Après l'échec du projet de loi de conciliation en novembre 1911 au Pays de Galles, Mildred Mansel brise une vitre du ministère de la guerre de Londres lors d'une manifestation. Elle est condamnée à une semaine de prison. Elle effectue sa peine à la Prison de Holloway.
En raison de son lien familial avec Ivor Guest, elle est considérée comme intouchable. Elle ne retourne plus en prison. Profitant de ce statut, elle est chargée à partir de 1913 de coordonner le déplacement des femmes entre les maisons d'hébergement lors de leurs libérations provisoires dans le cadre du Cat and Mouse Act. Elle loue un appartement à Londres pour Grace Roe. Elle est également en mesure de faire un aller-retour pour voir son amie Christabel Pankhurst à Paris en 1913 sans être inquiétée.
Une citation de 1914 de Mildred Mansel est restée célèbre : (en) « Something has been said about our Union being “underground. Does this meeting look as though we were underground? We are underground, and overground, and everywhere. » (On a dit que notre syndicat était clandestin. Cette réunion donne-t-elle l'impression que nous étions clandestins ? Nous y sommes, mais nous sommes également dans la lumière, nous sommes partout.) .

## Première guerre mondiale et après
De la même façon que la majorité des autres suffragettes, Mildred Mansel soutient l'action militaire britannique pendant la guerre. Elles arrêtent leurs actions militantes afin de mieux servir la patrie. Durant la Première Guerre mondiale, ses deux filles sont devenues infirmières.
Le 7 février 1918, le droit de vote est accordé à certaines femmes lors de l'adoption du Representation of the People Act 1918. L'émancipation complète sera obtenue finalement le 2 juillet 1928. Le 11 février 1928, Mildred Mansel assiste à un dîner de retrouvailles pour célébrer cette victoire. Les personnes présentes sont Nina Boyle, Teresa Billington-Greig, Edith How-Martyn, Muriel Matters, Anna Munro, Emmeline Pethick-Lawrence et Daisy Solomon.
Lors du décès d'Emmeline Pankhurst le 14 juin 1928, Kitty fait partie des porteurs du cercueil, avec également Georgina Brackenbury, Marie Brackenbury, Marion Wallace Dunlop, Katherine Marshall, Marie Naylor, Ada Wright et Barbara Wylie.
En 1934, Mildred Mansel fonde le festival Mid Somerset Musical Competitive.
Elle meurt le 11 mars 1942 à Binsted, dans le Sussex.